# 库瑙道奇
库瑙道奇，是匈牙利南部巴奇-基什孔州所辖的一个村，总面积89.9平方公里，总人口1768，人口密度20人/平方公里（2002年）。地理坐标为46°57′N 19°19′E。